# 横纹白环蛇
横纹白环蛇（学名：Lycodon multizonatus），一种分布于中国四川省西部的爬行动物，隶属于游蛇科白环蛇属。本种是中国学者赵尔宓和江耀明于1981年描述发表，发表时被归为小头蛇属（Oligodon）。之后有学者根据分子系统发育分析结果，将本种划归白环蛇属。

## 形态特征
横纹白环蛇具有鼻间鳞及颊鳞，背鳞前中段17行，肛鳞二分。头部及颈背具有3条黑色斑纹，身体背面橘黄色，具有54～73条黑色横纹；腹面外侧具有黑斑。

## 保护
本种于2023年被收录入《有重要生态、科学、社会价值的陆生野生动物名录》。